# Tadanobu Asano
Tadanobu Asano (jap. 浅野 忠信 Asano Tadanobu, prawdziwe nazwisko: Tadanobu Satō, 佐藤 忠信, Satō Tadanobu) – japoński aktor, reżyser filmowy, muzyk, poeta, kaligraf i malarz.

## Życiorys
Ojciec Tadanobu pracował w agencji aktorskiej i sam zaproponował synowi, gdy ten miał 16 lat, pierwszą rolę w programie telewizyjnym Kinpachi Sensei. Debiut Asano w filmie kinowym miał miejsce w 1990 roku, gdy zagrał w Swimming Upstream (Bataashi Kingyo). Pierwszym sukcesem był film Shunji Iwai Fried Dragon Fish z 1993 roku, a po premierze Maboroshi no hikari (1995) Hirokazu Koreedy aktor został dostrzeżony też za granicą. Asano pamiętany jest za role samurajów w filmach Tabu Nagisy Ōshimy i Zatōichi Takeshiego Kitano (2003), a także za rolę Kakihary w filmie Ichi the Killer Takashiego Miike. Na planie PiCniC (1996) poznał piosenkarkę J-Popową Charę z którą ożenił się i ma dwójkę dzieci, córkę Sumile i syna Himi.
Tadanobu Asano razem z reżyserem Sōgo Ishii założył grupę Mach 1.67 w której jest wokalistą. Zespół nagrał utwór na potrzeby filmu Electric Dragon 80,000 V. Jest też modelem, pracował dla Jun Takahashi i Takeo Kikuchi. Jeden z telewizyjnych spotów reklamowych dla tego ostatniego projektanta, wyreżyserowany przez Wonga Kar-waia, był wyświetlany jako wkw/tk/1996@7'55"hk.net.

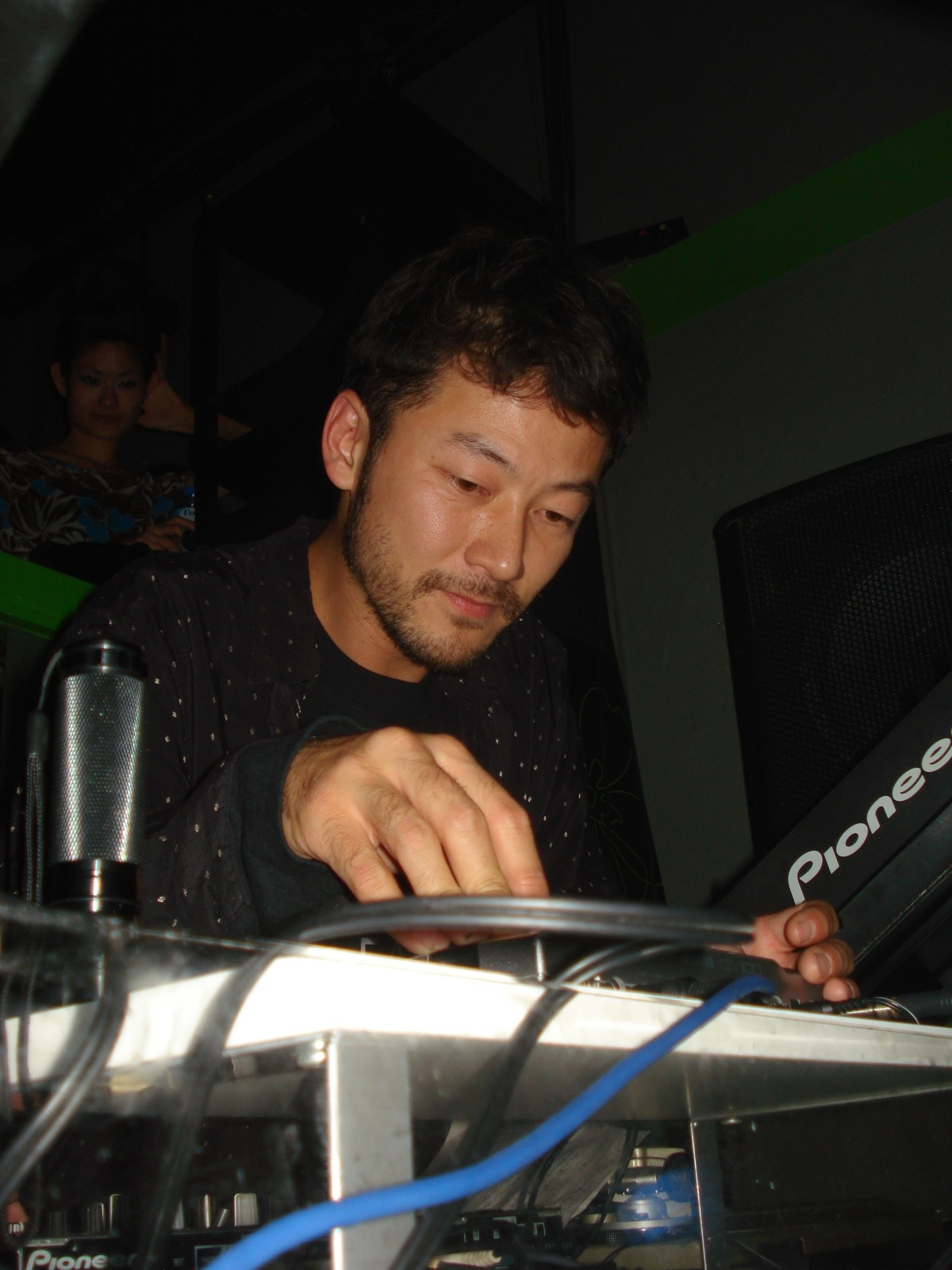
Tadanobo Asano na koncercie swojej grupy (2007)

Tadanobu Asano wystąpił w dwóch filmach tajskiego reżysera Pen-Eka Ratanaruanga: Last Life in the Universe (2003) i Invisible Waves (2006).
Zdobył Nagrodę Japońskiej Akademii Filmowej w 1997 za rolę Hisoki w Acri, i był nominowany do nagrody dla aktora drugiego planu w 2004 za rolę w Zatōichim.
W Japonii jest jednym z najpopularniejszych aktorów. Od swojego debiutu pokazał się w ponad pięćdziesięciu rolach, konsekwentnie wybierając role kinowe i odrzucając bardziej lukratywne role w programach telewizyjnych.
Tadanobu Asano reżyserował reklamy telewizyjne dla Chary. W 2004 zadebiutował jako reżyser filmem Tori, do którego napisał również muzykę. W 2008 wyszedł drugi film Asano, The R246 Story a w 2010 trzeci, krótkometrażówka 42 One Dream Rush.

## Filmografia
- 1988 San-nen B-gumi Kinpachi sensei 3 (TV) jako Masahiro Azuma
- 1990 Swimming Upstream (Bataashi kingyo) jako Ushi
- 1991 Aitsu (jap. あいつ) jako Sadahito Iwata
- 1992 Seishun dendekedekedeke (jap. 青春デンデケデケデケ) jako Seiichi Shirai
- 1993 Fried Dragon Fish (TV) jako Natsuro
- 1994 119 jako Satoshi Matsumoto
- 1995 Yonshimai monogatari jako Akira Higuchi
- 1995 Maboroshi no hikari (jap. 幻の光) jako Ikuo
- 1996 wkw/tk/1996@7'55"hk.net jako Mężczyzna
- 1996 PiCniC (Pikunikku) jako Tsumuji
- 1996 Helpless jako Kenji
- 1996 Acri (The Legend of Homo-Aquarellius) jako Hisoka
- 1996 Focus jako Kanemura
- 1997 Yume no ginga jako Tatsuo Niitaka
- 1998 Love & Pop (jap. ラブ&ポップ) jako kapitan XX
- 1998 Nejishiki (jap. ねじ式) jako Tsube
- 1998 Samehada otoko to momojiri onna (jap. 鮫肌男と桃尻女) jako Kuroo Samehada
- 1999 Kujaku, Away with Words (San tiao ren) jako Asano
- 1999 Znamię (jap. 双生児 Sōseiji) jako Mężczyzna z mieczem
- 1999 Hakuchi jako Isawa
- 1999 Jirai wo fundara sayōnara (jap. 地雷を踏んだらサヨウナラ) jako Ichinose, Taizo
- 1999 Tabu (jap. 御法度 Gohatto) jako Hyozo Tashiro
- 2000 Gojoe (jap. 五条霊戦記 Gojoe reisenki) jako Shanao
- 2000 Kaze-hana (jap. 風花) jako Sawaki
- 2000 Party 7 jako Okita Souji
- 2001 Electric Dragon 80.000 V (jap. エレクトリックドラゴン80000Ｖ) jako Dragon Eye Morrison
- 2001 Distance jako Sakata
- 2001 Ichi zabójca (jap. 殺し屋1 Koroshiya 1) jako Kakihara
- 2002 Woman of Water (jap. 水の女 Mizu no onna) jako Yusaku
- 2003 Dead End Run
- 2003 Akarui mirai (jap. アカルイミライ) jako Mamoru Arita
- 2003 Watashi no guranpa jako Shinichi Nakafuji
- 2003 Ostatnie życie we wszechświecie (jap. 地球で最後のふたり Chikyū de saigo no futari) jako Kenji
- 2003 Zatōichi (jap. 座頭市 Zatōichi) jako Hattori Genosuke
- 2003 Café Lumière (jap. 珈琲時光 Kōhī jikō) jako Hajime Takeuchi
- 2004 Tori
- 2004 Cha no aji (jap. 茶の味) jako Ayano
- 2004 Vital jako Hiroshi Takagi
- 2004 Survive Style 5+ jako Aman
- 2004 Chichi to kuraseba (jap. 父と暮らせば) jako Kinoshita
- 2005 Umoregi jako San-chan
- 2005 Takeshis’
- 2005 Eli, Eli, rema, sabachthani? (jap. エリ・エリ・レマ・サバクタニ) jako Mizui
- 2005 Taga tameni jako Tamio Murase
- 2005 Naisu no mori (jap. ナイスの森)
- 2005 Ranpo jigoku jako Kogorô Akechi/ Mężczyzna/ Masaki
- 2005 Tokyo Zombie (jap. 東京ゾンビ Tōkyō zonbi) jako Fujio
- 2006 46-okunen no koi
- 2006 Invisible Waves jako Kyôji
- 2007 Czyngis-chan (Монгол) jako Temudżyn
- 2007 Sad Vacation
- 2007 Kaabee jako Yamazaki Toru
- 2008 Coin Locker Babies (jap. コインロッカー・ベイビーズ Koinrokkā Beibīzu)
- 2012 Battleship: Bitwa o Ziemię jako kapitan Yugi Nagata
- 2013 47 roninów jako lord Kira
- 2013 Thor: Mroczny świat jako Hogun
- 2014 Mój mężczyzna jako Jungo Kusarino
- 2014 Zrujnowane serce jako Przestępca
- 2016 Milczenie jako tłumacz
- 2017 Thor: Ragnarok jako Hogun

## Nagrody i nominacje
- 1997 Nagroda dla najlepszego aktora na MFF w Yokohamie za rolę w Pikunikku
- 1997 Nagroda Japońskiej Akademii Filmowej dla najpopularniejszego aktora za rolę w Acri
- 1997 Nagroda Japanese Professional Movie dla najlepszego aktora za Helpless
- 2000 Nominacja do Nagrody Filmowej Hochi za rolę drugoplanową w Gojo reisenki: Gojoe
- 2001 Nagroda Filmowa Mainichi dla najlepszego aktora za Jirai wo fundara sayônara
- 2001 Nagroda dla najlepszego aktora na MFF w Yoohamie za rolę w Gojo reisenki: Gojoe
- 2003 Upstream Prize na MFF w Wenecji za rolę w Ruang rak noi nid mahasan
- 2004 Nominacja do nagrody Japońskiej Akademii Filmowej dla aktora drugoplanowego za rolę w Zatōichim
- 2005 Nominacja do nagrody Chlotrudis za rolę w Ruang rak noi nid mahasan
- 2006 Nagroda Filmowa Mainichi dla najlepszego aktora za Taga tameni